# Нордермелдорф
Нордермелдорф (њем. Nordermeldorf) општина је у њемачкој савезној држави Шлезвиг-Холштајн. Једно је од 115 општинских средишта округа Дитмаршен. Према процјени из 2010. у општини је живјело 647 становника. Посједује регионалну шифру (AGS) 1051137.

## Географски и демографски подаци
Нордермелдорф се налази у савезној држави Шлезвиг-Холштајн у округу Дитмаршен. Општина се налази на надморској висини од 2 метра. Површина општине износи 34,1 km². У самом мјесту је, према процјени из 2010. године, живјело 647 становника. Просјечна густина становништва износи 19 становника/km².